# Hellsaw
Hellsaw byla rakouská black metalová kapela z města Štýrský Hradec ve Štýrsku založená v roce 2002 dvěma hudebníky s pseudonymy Aries (zpěv, kytara, baskytara) a Svart (bicí).
První demo Sins of Might vyšlo v roce 2003, debutové studiové album s názvem Spiritual Twilight vyšlo v roce 2005 u německé firmy Black Attakk Records. V roce 2015 kapela ukončila činnost. Celkem má skupina na svém kontě čtyři řadová alba.

## Diskografie
Dema
- Sins of Might (2003)

Studiová alba
- Spiritual Twilight (2005)
- Phantasm (2007)
- Cold (2009)
- Trist (2012)

Split nahrávky
- Varulv / Hellsaw (2006)